# Cdk4
La quinasa dependiente de ciclina 4 también conocida como Cdk4, es una enzima que en los humanos es codificado por el gen CDK4. Como su nombre lo indica, la Cdk4 es miembro de la familia de quinasas dependientes de ciclinas y miembro de la familia de las serina/treonina proteína kinasas, que presenta un alto grado de homología con Cdc28 sintetizada por la especie S. cerevisiae y cdc2 de la especie S. pombe.

## Función
La serina/treonina proteína quinasa del Cdk4 es una subunidad catalítica importante para la progresión de la célula por la fase G del ciclo celular. La actividad de esta quinasa está restringida a la fase G1-S, y controlada o modulada por las subunidades regulatorias de la ciclina tipo D y del inhibitor de las Cdk, p16INK4a. Esta quinasa ha sido responsable de la fosforilación de la proteína del retinoblastoma (pRb).

## Importancia clínica
Mutaciones en Cdk4, así como en su proteínas asociadas, incluyendo las ciclinas D, p16 (TINTA4un) y pRb se encuentran en cercana asociación con la carcinogénesis en una variedad de órganos. En este respecto se han descubierto múltiples secuencias del gen CDK4 que son sitios poliadenilación, un proceso que es parte de la expresión genética del gen.
El medicamento Palbociclib, aprobado por la Administración de Alimentos y Medicamentos estadounidense para tratar el cáncer de seno en estadio avanzado (metastásico), tiene una fuerte asociación con Cdk4 y CDK6.

## Interacciones

Visión general de la vía de transducción de señales asociada con la apoptosis. Cdk4 está en el núcleo, del lado derecho de la imagen.

La quinasa dependiente de ciclina 4 ha demostrado ser capaz de interaccionar con:
- CDC37,[4][5][6][7]
- CDKN1B,[8][9]
- CDKN2B,[10][11]
- CDKN2C,[4][12]
- CEBPA,[13]
- CCND1,[14][15][8][16][9][17]
- CCND3,[10][18][8][19]
- DBNL,[4]
- MyoD,[20][21]
- P16,[4][22][23][14][15][17]
- PCNA,[15][24]  and
- SERTAD1.[23][14]